# Province de Venise
La province de Venise est une ancienne province italienne, appartenant à la région de Vénétie, avec pour chef-lieu la ville de Venise. Elle est remplacée par la ville métropolitaine de Venise depuis le 1er janvier 2015.

## Géographie
Située à l’est de la Vénétie sur la mer Adriatique, la province confine au sud avec la province de Rovigo, à l’ouest avec celles de Padoue et de Trévise, ainsi qu'au nord-est avec les provinces d'Udine et de Podernone en Frioul-Vénétie Julienne.

## Histoire
Fut en premier, habitée par les Euganéens, fut en époque préhistorique occupée par les Vénètes. Aussi appelés Paléo-vénètes, qui s’établirent sur le territoire actuel de la province (XIe siècle) s’intégrant avec les Euganéens. Selon la légende, ils étaient guidés par Anténor, qui fuyant de Troie conduisit le peuple des Enetes (cité par Homère), peuple allié provenant de la Paphlagonie, pour habiter les côtes de la mer Adriatique.
Les Vénètes et Romains étant alliés, la latinisation des premiers fut pacifique. En 102 av.J-C. les romains vainquirent les Cimbres et Germains dans la zone, y augmentant leur influence jusqu’à former la Regio X Venetia et Histria. La naissance de Venise n’a pas de date précise. Environ en 570, quelques fuyards provenant de l'intérieur des terres, spécialement de Aquilée, se réfugièrent sur quelques îles de la Lagune de Venise afin de se protéger des invasions barbares. Un temps le territoire de la province faisait partie de l'Empire byzantin (exarchat de Ravenne).
Avec les siècles, Venise se fit toujours plus indépendante et en 697 à Eraclea le premier doge est élu. Successivement, avec la destruction d’Eraclea (805) la capitale fut déplacée à Rialto (Venise).
Dans le bas Moyen Âge, Venise, désormais importante république maritime, est totalement indépendant de Byzance et commence son expansion sur la terre ferme. En 1260 fut vaincue la famille des Ezzelini. En réponse à la menace d’expansion des Visconti de Milan, en 1395, même Venise commence à envahir les territoires voisins. Déjà en 1410, les territoires de la Regio X Venetia et Histria étaient réunis, y compris Padoue et Vérone. Au début du XVIe siècle, la république comprenait les territoires des Alpes juliennes à Crema, l'Istrie, la Dalmatie, Chypre et partie du Péloponnèse. L'atlantisation conséquente à la découverte de l’Amérique de Christophe Colomb, la chute de l'Empire byzantin et le renforcement de l'Empire ottoman affaibliront les commerces dans la mer Méditerranée et la république de Venise tourna d’abord son économie vers l'agriculture, puis se rendit neutre.
En 1797, Napoléon envahit la République et avec le traité de Campo-Formio la céda à l'Autriche. Après la défaite définitive de Napoléon, l'empire d'Autriche fonda la province de Venise sur la circonscription du « département Adriatique », organisme à son tour institué au gouvernement du royaume d'Italie (1805-1814) napoléonien. Le département comprenait le territoire du « Dogado » auquel furent, à plusieurs reprises, rattachés les cantons du Frioul (subdivisions administratives françaises équivalentes au « Mandamento ») de Aquilée, Latisana et Portogruaro. Avec la domination autrichienne le département fut converti dans la province de Venise, auquel fut pourtant soustraits les « Mandamenti » du Frioul, qui furent réinsérés dans la province du Frioul.

## Politique
La province de Venise est reprise par la droite lors des élections provinciales de 2009. À l'issue de ce scrutin, la composition du conseil provincial est la suivante :
- Le Peuple de la liberté : 12 sièges
- Ligue du Nord : 9 sièges
- Parti démocrate : 9 sièges
- Italie des valeurs : 2 sièges
- Avec Francesca Zaccariotto : 1 siège
- Parti de la refondation communiste-Parti des communistes italiens : 1 siège.

## Géographie
La province de Venise est substantiellement une réalité non homogène, qui unit à l’intérieur d’un territoire unique des parties qui ont des difficultés à s’intégrer, et qui réussissent mieux à le faire avec les provinces limitrophes.
La morphologie du territoire aide à mieux comprendre cette diversité, parce qu’on peut remarquer que la province à une forme de "banane" avec une longueur d’environ 120 km, et une largeur moyenne de 25 km. En outre, la diversité est amplifiée par le voisinage d’importantes cités à ses frontières comme Padoue, Trévise et Pordenone) qui, font souvent des revendications plus importante que la cité chef-lieu même, de là on comprend l’importance historique, l’éloignement, soit physique que culturel.
Partant du sud, l'aire du « cavarzerano » (Cavarzere et Cona) a des contacts très étroits avec la cité voisine d’Adria (en province de Rovigo), avec laquelle elle partage le district téléphonique.
Vers le nord-est la cité de Chioggia, réalité lagunaire isolée, qui a toujours eu un rapport ambivalent à l’égard de Venise. Actuellement la cité entretient des rapports beaucoup plus étroits avec l’aire de Saccisica et avec Padoue.
Suit la zone de la Riviera del Brenta, aire, depuis toujours à cheval entre la domination de Venise et celle de Padoue, qui partage en partie les caractères des deux les villes et qui, avec l’aire milanaise, est probablement l’unique zone dans laquelle on trouve un rapport plus étroit avec la ville de Venise.
Au nord de la lagune on trouve enfin les aires de San Donà di Piave et de Portogruaro: la première, aire de bonification récente, a toujours été une zone entre le Dogado et la juridiction de Trévise, cité à laquelle une bonne partie de l’aire fait référence, tant au point de vue religieux que du dialecte employé.
Pour la dernière, non pour l’importance, l'aire de Portogruaro, l'unique partie du territoire Vénète qui se trouve au-delà de la Livenza, aire depuis toujours sous l’influence du Frioul, et qui seulement à l’époque napoléonienne fut rattachée administrativement à Venise
Ce n'est pas donc un cas, surtout dans la partie orientale de la province, probablement de celle plus loin de la culture vénitienne, qu’il y ait volonté plus ou moins marquée de passer à un autre organisme provincial (ou régional, comme dans le cas de la victoire du Sì au référendum de détachement du Vénète et association au Frioul-Vénétie Julienne de la commune de Cinto Caomaggiore) ou pour la création d’une nouvelle province : la dite province du Vénète Oriental, qui est une subdivision administrative de la région Vénète qui est composée des Arrondissements de Portogruaro et de San Donà di Piave, de la province de Venise. Les centres principaux sont San Donà di Piave, Jesolo, Portogruaro et San Michele al Tagliamento. En outre, c'est déjà le premier district touristique balnéaire d’Europe avec plus de 15 millions de présence touristique annuelle dans les localités de Bibione, Caorle, Eraclea, la célèbre Jesolo et Cavallino-Treporti.

## Économie et tourisme
- Maritime, depuis toujours, avec le port de Venise, et les ports de Mestre, Marghera et de Chioggia ; échanges internationaux., raffineries, industries chimiques.
- Touristique, avant tout avec la ville de Venise pour le côté culturel et les lidos de Lido-San Nicolò, Malamocco-Alberoni, Pellestrina-Chioggia, Jesolo et Cavallino-Treporti.
- Vers l’intérieur des terres, avec les cités et les villas palladiennes le long de la Riviera del Brenta.
- La pêche dans des zones aménagées dans la lagune.

## Culture
- Fêtes médiévales et carnaval de Venise (voir la page Venise)

## Écologie
Le problème de l’écologie et de l’acqua alta dans la lagune est posé depuis de nombreuses années. Une solution appelée MOSE, très controversée, de sauvegarde de la lagune contre les marées est en cours de réalisation.

## Subdivisions administratives

### Communes principales
| N. | Armes | Commune             | Habitants |
| -- | ----- | ------------------- | --------- |
| 1  |       | Venise              | 268 736   |
| 2  |       | Chioggia            | 50 857    |
| 3  |       | San Donà di Piave   | 41 000    |
| 4  |       | Mira                | 38 022    |
| 5  |       | Mirano              | 26 245    |
| 6  |       | Spinea              | 25 520    |
| 7  |       | Portogruaro         | 25 162    |
| 8  |       | Jesolo              | 24 000    |
| 9  |       | Martellago          | 20 313    |
| 10 |       | Scorzè              | 18 864    |
| 11 |       | Santa Maria di Sala | 16 267    |
| 12 |       | Noale               | 15 341    |
| 13 |       | Cavarzere           | 15 089    |

### Autres communes
| - Annone Veneto (3.843 habitants) - Campagna Lupia (6.800) - Campolongo Maggiore (9.781) - Camponogara (12.232) - Caorle (11.921) - Cavallino-Treporti (12.679) - Ceggia (5.698) - Cinto Caomaggiore (3.217) - Cona (3.240) - Concordia Sagittaria (10.708) - Dolo (14.681) | - Eraclea (12.695) - Fiesso d'Artico (5.773) - Fossalta di Piave (4.018) - Fossalta di Portogruaro (5.939) - Fossò (6.375) - Gruaro (2.742) - Marcon (13.826) - Meolo (6.415) - Musile di Piave (10.955) - Noventa di Piave (6.333) | - Pianiga (10.818) - Pramaggiore (4.507) - Quarto d'Altino (7.683) - Salzano (12.033) - San Michele al Tagliamento (11.837) - Santo Stino di Livenza (12.640) - Stra (7.426) - Teglio Veneto (2 222) - Torre di Mosto (4 575) - Vigonovo (9 183) |

### Crédits de traduction
- (it) Cet article est partiellement ou en totalité issu de l’article de Wikipédia en italien intitulé « Provincia di Venezia » (voir la liste des auteurs).